# Струнный квартет № 14 (Шостакович)
Струнный квартет № 14 Фа-диез мажор, соч.142 — струнный квартет Дмитрия Шостаковича. Был написан в эскизах в Великобритании, когда композитор гостил у Бенджамина Бриттена на фестивале в Олдборо, а полностью завершён в 1973 году. Квартет посвящён Сергею Ширинскому, виолончелисту Квартета им. Бетховена. Примерная продолжительность звучания 25 минут. Квартет впервые исполнен 30 октября 1973 года в Москве.
Предпоследний квартет Шостаковича вновь возвращает нас к классическим образцам цикла — центральное Adagio обрамлено крайними быстрыми частями. В музыке меньше трагических, экспрессивных нот, по сравнению с остальными с поздними, гораздо меньше неразгаданных вопросов и зашифрованных смыслов. Кроме общеизвестной цитаты «Серёжа, хороший мой», из «Леди Макбет Мценского уезда», обращённой в этом случае к адресату посвящения. Но общая напряжённая атмосфера квартета, усиленная преобладанием виолончели, не оставляет слушателя, будит в нём тревогу, беспокойство, не прекращая давать о себе и в блестящем заключении квартета, где тембр виолончели парит над всеми остальными голосами квартета. Квартет имеет неофициальное название как «Гимн Виолончели».

## Строение квартета
1. Allegretto
2. Adagio
3. Allegretto